# Kathinka Zitz-Halein

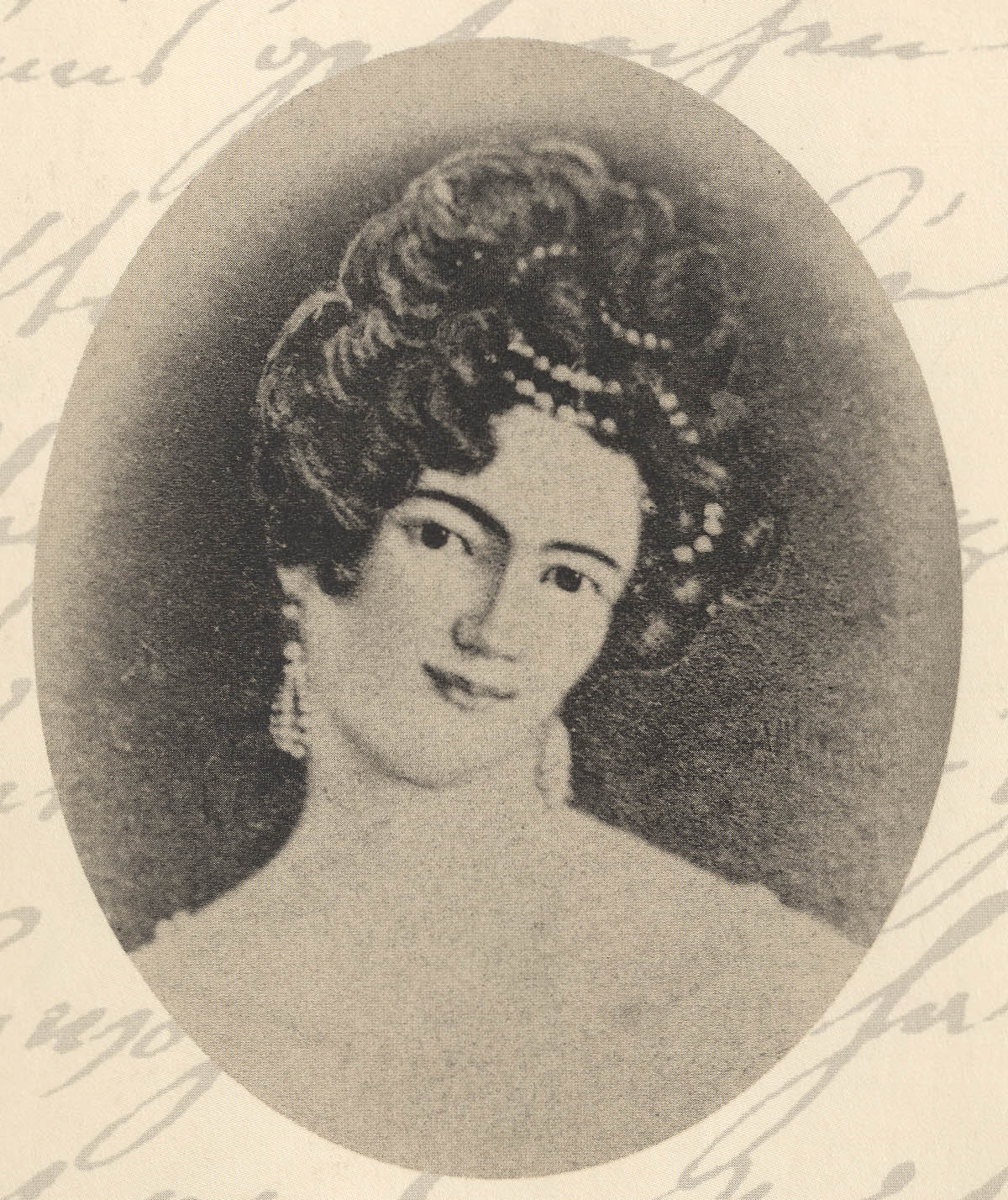
Kathinka Zitz-Halein

Katharina Therese Pauline Modesta Zitz, geb. Halein, genannt Kathinka Zitz-Halein (* 4. November 1801 in Mainz; † 8. März 1877 ebenda) war eine deutsche Schriftstellerin. Zitz, die die meiste Zeit ihres Lebens in Mainz verbrachte und dort den späteren Revolutionär Franz Heinrich Zitz heiratete, engagierte sich auch gesellschaftlich und gründete 1849 den „Humania-Verein für vaterländische Interessen“.

## Leben

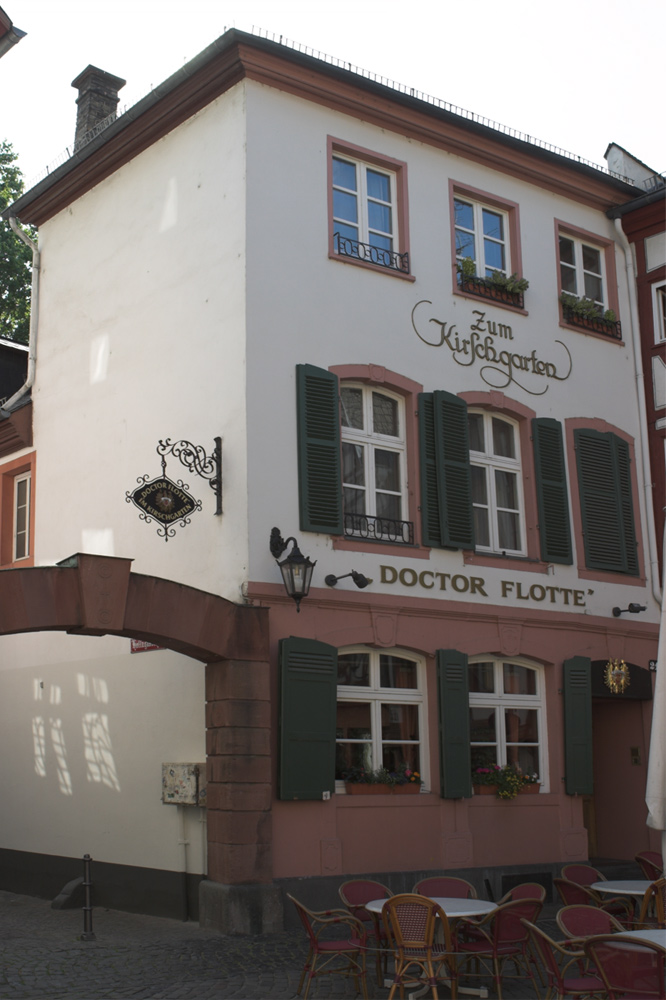
Geburtshaus von Kathinka Zitz-Halein in der Mainzer Altstadt (Kirschgarten)

Katharina wurde als Tochter des wohlhabenden Handelsmanns Anton Viktor Felix Halein im Kirschgarten zu Mainz geboren. Sie wurde in Pensionaten in Mainz und Straßburg ausgebildet und entdeckte ihr Talent für das Schreiben. Ihre ersten Arbeiten wurden im Alter von sechzehn Jahren anonym in der Mainzer Zeitung veröffentlicht.
Nach dem Tod ihrer Mutter Anna Maria Kunigunde Halein geb. Makowitzka am 26. Mai 1825 und dem Bankrott des Vaters nahm sie in Darmstadt eine Stelle als Erzieherin an. 1827 arbeitete sie am Höheren Töchterinstitut in Kaiserslautern. Die Anstellung gab sie 1830 wieder auf, da ihr Vater in diesem Jahr verstarb und sie sich um ihre kranke jüngere Schwester Julia Charlotte Barnabida Halein kümmern musste, die 25-jährig am 13. Juni 1833 starb.
Kathinka Halein löste das 10-jährige Verlöbnis mit einem preußischen Offizier namens Wild auf, da der Heiratsantrag ausblieb. Jahre später, am 3. Juni 1837, heiratete sie den zwei Jahre jüngeren, vermögenden Advokaten und Politiker Franz Heinrich Zitz (1803–1877), nachdem sie ihm mit einer Selbstmorddrohung das Eheversprechen abgepresst haben soll. Zitz war später einer der Führer der revolutionären Mainzer Bewegung und Mitglied der Frankfurter Nationalversammlung in der Paulskirche. 1849 musste Franz Zitz aus politischen Gründen nach Amerika auswandern und begegnete Kathinka zeitlebens nicht mehr.
Im Januar 1844 denunzierte Kathinka Zitz den für die Mainzer Narrhalla verantwortlichen Redakteur Ludwig Kalisch mit zwei Briefen an den Großherzog in Darmstadt wegen „Beleidigung gekrönter Häupter … man gestattet jenem fremden Burschen … Könige und Bürger zu verunglimpfen und zu beleidigen“. Die Narrhalla war in Mainz die einzige Publikation, die unter dem Narrengewand und deshalb nur während der Karnevalskampagnen in jeweils mehreren Ausgaben mit Satire, Persiflage und Humor gegen Fürstentümelei und Kleinstaaterei, Zensur und Schnüffelei, aber für Demokratie und Pressefreiheit agierte. Infolge der Denunziation wurde das Blatt auf dem Höhepunkt der Kampagne im Februar 1844 verboten, ein anderes Forum für demokratische Aktivitäten gab es nicht. Ihre Fürstenverehrung bekräftigte Kathinka Zitz im Jahr 1846 durch Übersendung „vaterländischer Gedichte“ an den Großherzog. Noch 1875 wurde sie wegen einer Huldigung des 1871 verstorbenen Kommandanten der Festung Mainz, Woldemar von Schleswig-Holstein-Sonderburg-Augustenburg, kritisiert.
Eine irgendwie geartete Beteiligung an der revolutionären Entwicklung lässt sich für sie ebenso wenig wie eine Mitgliedschaft im bald nach den Märztagen gegründeten Demokratischen Verein feststellen. Die erst nach der Revolution verfassten Texte hierzu gehen über die gleichzeitigen und häufigen zeitgenössischen Reflexionen in Prosa und Lyrik anderer Bürger nicht hinaus. Im Wesentlichen sind ihre diesbezüglichen Texte erst ab 1850 zu fassen.
Ab 1849 entstanden im Deutschen Bund viele Frauenhilfsvereine. Im Mai dieses Jahres wurde in Mainz die Humania gegründet, wobei Kathinka Zitz und Amalia Bamberger, die Mutter Ludwig Bambergers, federführend waren. Ziel war Unterstützung und Hilfe für verwundete und gefangene Freischarsoldaten, auch Zuwendungen für die Flucht politisch Verurteilter. In der Zeitschrift Der Demokrat berichtete sie hierüber. Anfang 1850 schied Kathinka Zitz aus dem Verein aus.
Im Laufe der nächsten Jahre schrieb sie umfangreiche Aufsätze, Novellen, Gedichte, Übersetzungen, Zeitungsartikel, Erzählungen und Romane, die sie unter ihrem Geburtsnamen Kathinka Halein und verschiedenen Pseudonymen wie etwa Kathinka, Tina Halein, Emeline, August Enders, Johann Golder, Rosalba, Stephanie, Tina, Viola, Auguste, Emilie, Eugenie, Pauline usw. veröffentlichte.
Mit 33 weiteren Mitgliedern des Mainzer Frauenhilfsvereins erhielt sie das hessische Sanitätskreuz für Pflegetätigkeit in Mainz 1870/71 Deutsch-Französischen Krieg. Das Kreuz war allgemeines Ehrenzeichen für zivile Verdienste im Kriegsfall. Am Grauen Star erkrankt und zuletzt völlig erblindet, verbrachte sie seit 1873 ihre letzten Lebensjahre im St. Vinzenziuspensionat der Barmherzigen Schwestern in Mainz.

## Literarisches Werk
Zitz-Halein hinterließ ein umfangreiches literarisches Werk. Schon in ihrer Jugendzeit veröffentlichte sie zahlreiche Werke in Zeitschriften und Zeitungen. Ihre Poesie war zunächst licht und fröhlich, zeigte aber schon nachdenkliche, melancholische Anwandlungen, die sich nach dem Scheitern der Ehe mit Franz Zitz verdichteten. Der im Jahr 1846 veröffentlichte Gedichtband Herbstrosen in Poesie und Prosa repräsentiert ihr lyrisches Schaffen vor diesem Bruch. In den Revolutionsjahren tat sie sich – etwa in Donner und Blitz (1850) und Dur- und Molltöne. Neuere Gedichte (1859) – mit freisinnig gefärbten Gedichten und Prosastücken hervor, die ihr gesellschaftliches Engagement widerspiegeln. In den Folgejahren kam sie jedoch mehr und mehr in finanzielle Schwierigkeiten, die sie durch eine gesteigerte Literaturproduktion zu bekämpfen versuchte. Der literarischen Qualität ihrer Werke kam dies jedoch nicht zugute:

„Infolge ihrer vielschreiberischen Skrupellosigkeit bei der Stoffwahl maß man zuletzt ihrem Wirken keinen Werth mehr bei: ‚Donner und Blitz [s. o.] von Kathinka Zitz‘ ward in Mainz geläufige Redensart, flache Belletristik zu kennzeichnen.“

Ihre erhebliche Literaturproduktion, vorwiegend als Erwerbschriftstellerei dem jeweiligen Zeitgeschmack folgend, war bereits 15 Jahre nach ihrem Tod vergessen (Mainzer Nachrichten Nr. 1 v. 1893).
Am Ende ihres literarischen Schaffens stehen einige vielbändige Werke über berühmte Dichter. Namentlich entstand ein elfbändiges Werk über Johann Wolfgang von Goethe (Der Roman eines Dichterlebens, 1863), das sechsbändige Rahel oder dreiunddreißig Jahre aus einem edeln Frauenleben (1864) über Rahel Varnhagen von Ense, das ebenfalls sechsbändige Heinrich Heine der Liederdichter. Ein romantisches Lebensbild (über Heinrich Heine, 1864) und das 1867 veröffentlichte Werk Lord Byron. Romantische Skizzen aus einem vielbewegten Leben in fünf Bänden, die George Gordon Byrons Leben zum Thema haben. Mehrere dieser biographischen Romane sowie auch Gedichte veröffentlichte sie unter dem Namen K. Th. Zianitzka.

## Rezeption
- Am 24. November 1998 benannte die Stadt Mainz auf Vorschlag der Autorin Marlene Hübel den Weg zwischen Weihergarten und Hollagäßchen zu Ehren der Schriftstellerin Kathinka-Zitz-Weg.
- Der deutsche Schriftsteller Arno Schmidt (1914–1979) machte sie zur Titelheldin seiner Erzählung Tina oder über die Unsterblichkeit, in der der Ich-Erzähler die Möglichkeit zur Reise in ein Dichterelysium bekommt, in dem berühmte und weniger berühmte Schriftsteller darauf warten, in Vergessenheit zu geraten, um endlich ihre Ruhe finden zu können. Der Erzähler beginnt hier eine Affäre mit Tina Halein.

## Werke (Auswahl)

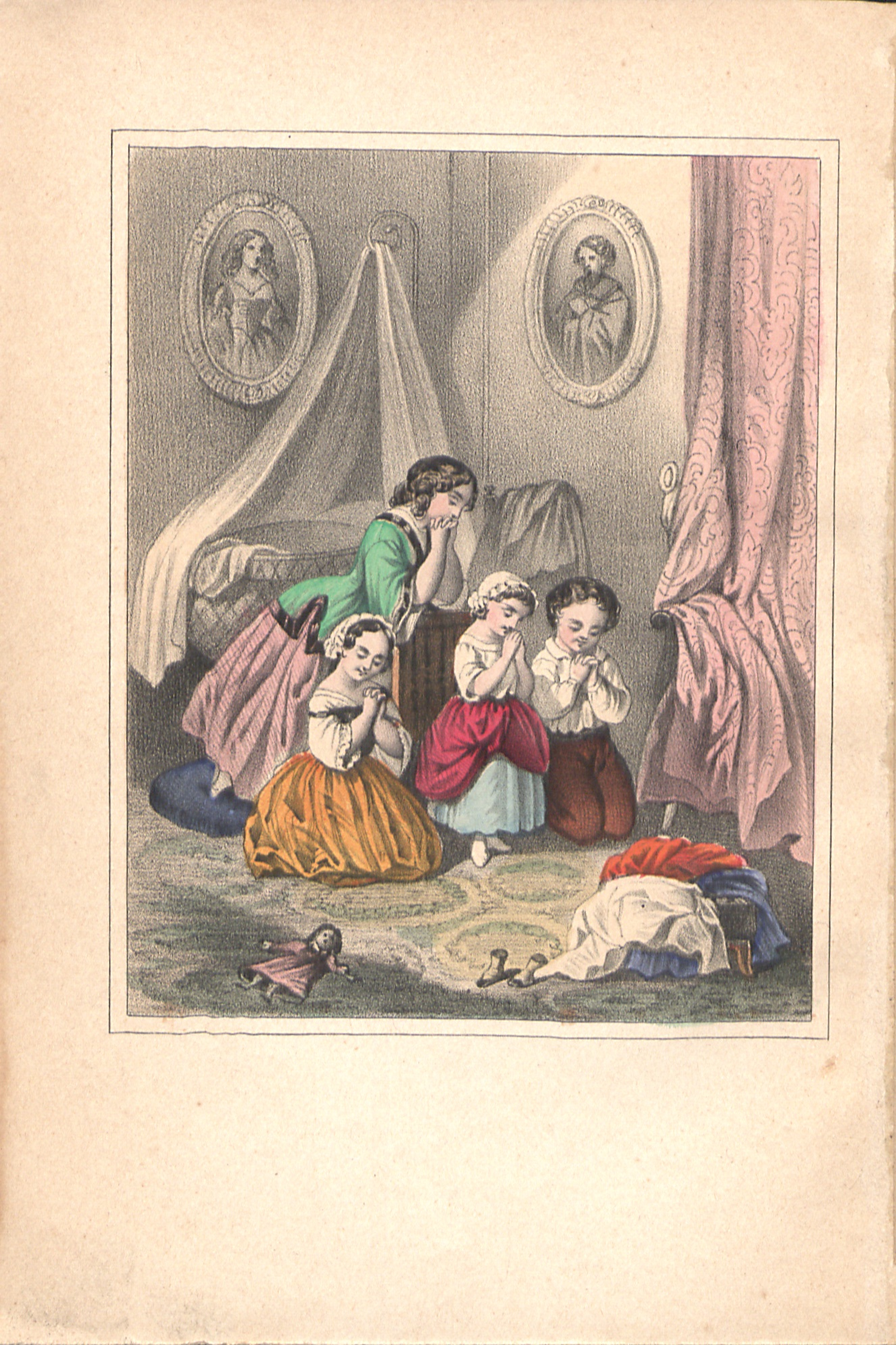
Spiegelbilder in belehrenden und warnenden Beispielen. Kötter, Mainz, 1861

- Phantasieblüten und Tändeleien. Gedichte. Müller, Mainz 1826.
- Die Fremde. Nach dem Französischen des Vicomte d' Arlincourt. 2 Bände. Schaefer, Frankfurt a. M. 1826. (Digitalisat Erster Theil)
- Marion de Lorme. Drama in 5 Aufzügen, nach Hugo. Kupferberg, Mainz  1833.
- Triboulet, oder Des Königs Hofnarr. Trauerspiel in fünf Aufzügen, nach Victor Hugoʹs Le Roi sʹamuse bearbeitet. Kirchheim, Mainz 1835
- Cromwell. Ein Trauerspiel in 5 Aufzügen von Victor Hugo. 2 Bände. Rieger, Stuttgart 1836.
- Sonderbare Geschichten aus den Feenländern.  Campe, Nürnberg 1844. (Digitalisat Band 1), (Band 2)
- Erzählungen und Novellen. 2 Bände. Campe, Nürnberg 1845. (Digitalisat Band 1), (Band 2)
- Herbstrosen in Poesie und Prosa. Faber, Mainz 1846.
- Variationen in humoristischen Märchenbildern. Von Zabern, Mainz 1849.
- Donner und Blitz. Erzählung. Von Zabern, Mainz 1850.
- Novellenstrauß (1850)
- Wenn ich ein König wäre. Gedicht. 1850.
- Süß und sauer. Faber, Mainz 1851.
- Neue Rheinsandkörner. Ein Novellen-Cyclus. Faber, Mainz 1852.
- Neueste Rheinsandkörner. Ein Novellen-Cyclus. Faber, Mainz 1853.
- Letzte Rheinsandkörner. Ein Novellen-Cyclus. Faber, Mainz 1854. (Digitalisat)
- Champagnerschaum. Erzählungen und Novellen. Faber, Mainz 1854.
- Ernste und heitere Lebensbilder. Erzählungen. 3 Bände. Nöhring, Berlin 1854.
- Die Najade des Soolsprudels zu Nauheim nebst anderen Novellen und Erzählungen. Faber, Mainz 1854.
- Korallenzinken (1855)
- Kaiserin Josephine. Faber, Mainz 1855.
- Strohfeuer. Neue Erzählungen. Faber, Mainz 1855.
- Schillers Laura, nebst anderen Erzählungen und Novellen. Faber, Mainz 1855.
- Welt-Pantheon. Eine Festgabe. (Gedichte). Faber, Mainz 1856.
- Beiträge zur Unterhaltungsliteratur. Faber, Mainz 1856.
- Magdalene Horix oder Vor und während der Klubistenzeit. Ein Zeitbild. Faber, Mainz 1858. (Digitalisat)
- Dur- und Molltöne. Neuere Gedichte. Kötter, Mainz 1859
- Spiegelbilder in belehrenden und warnenden Beispielen. Mainz, Faber 1861. (Digitalisat)
- Starkhand. Von Gustav Aimard. Aus d. Französischen übertragen. 4 Bände. Kollmann, Leipzig 1862.
- Der Roman eines Dichterlebens. (Zu Goethe). 11 Bände. Kollmann, Leipzig 1863.
- Rahel oder dreiunddreißig Jahre aus einem edeln Frauenleben. 6 Bände. Kollmann, Leipzig 1864.
- Heinrich Heine der Liederdichter. Ein romantisches Lebensbild. 6 Bände. Kollmann, Leipzig 1864. (Digitalisat)
- Lord Byron. Romantische Skizzen aus einem vielbewegten Leben. 5 Bände. Schneider, Mannheim 1867.
- Wahre Freiheit. Gedichte und Prosa zusammengestellt und herausgegeben von Dietmar Noering. Bangert und Metzler, Frankfurt am Main 1987, ISBN 3-924147-21-3